# Grimbold
Grimbold es un personaje ficticio que pertenece al legendarium creado por el escritor británico J. R. R. Tolkien y que aparece en la novela El Señor de los Anillos y en los Cuentos inconclusos (en los que su nombre se escribe Grimbol). Es un rohir del Folde Oeste y Mariscal de la Marca, segundo de Erkenbrand. Participó en ambas Batallas de los Vados del Isen. 

## Historia
En la primera batalla de los vados comandó las fuerzas defensoras de la orilla occidental. Desde allí vio como Théodred fue atacado por un semiorco y aunque corrió en su auxilio, le hirió de muerte. El hijo de Théoden murió en sus brazos. 
En la segunda batalla dirigió las fuerzas que defendieron los vados. Dispuso tropas en el extremo occidental ocupando los fuertes que había en los extremos y él permaneció con la caballería en el lado este del río Isen. Ante el ataque defendió los vados y dispuso una formación de escudo sobre el campamento. Cuando vio que el desastre era inminente, realizó una maniobra distractiva que le permitió sacar a la mayoría de sus rohirrim del vado.
Luego de esta batalla se reunió con Erkenbrand y Gandalf para atacar la espalda del ejército que sitiaba el Abismo de Helm, participando en la Batalla de Cuernavilla. 
Asumió de hecho el liderazgo de la Marca Oeste porque Erkenbrand era muy mayor y partió con las tropas de Théoden a Minas Tirith. Dirigió el éored que atacó al ejército de Minas Morgul por el lado este del Rammas Echor, cercano al Mindolluin, en la Batalla de los Campos del Pelennor. Finalmente murió en esa batalla.